# کریستین مسن
کریستین مسن (دانمارکی: Kristian Madsen; ۱۲ فوریهٔ ۱۸۹۳ – ۱۰ مارس ۱۹۸۸) ژیمناست هنری اهل دانمارک بود.